# Changpinglinjen

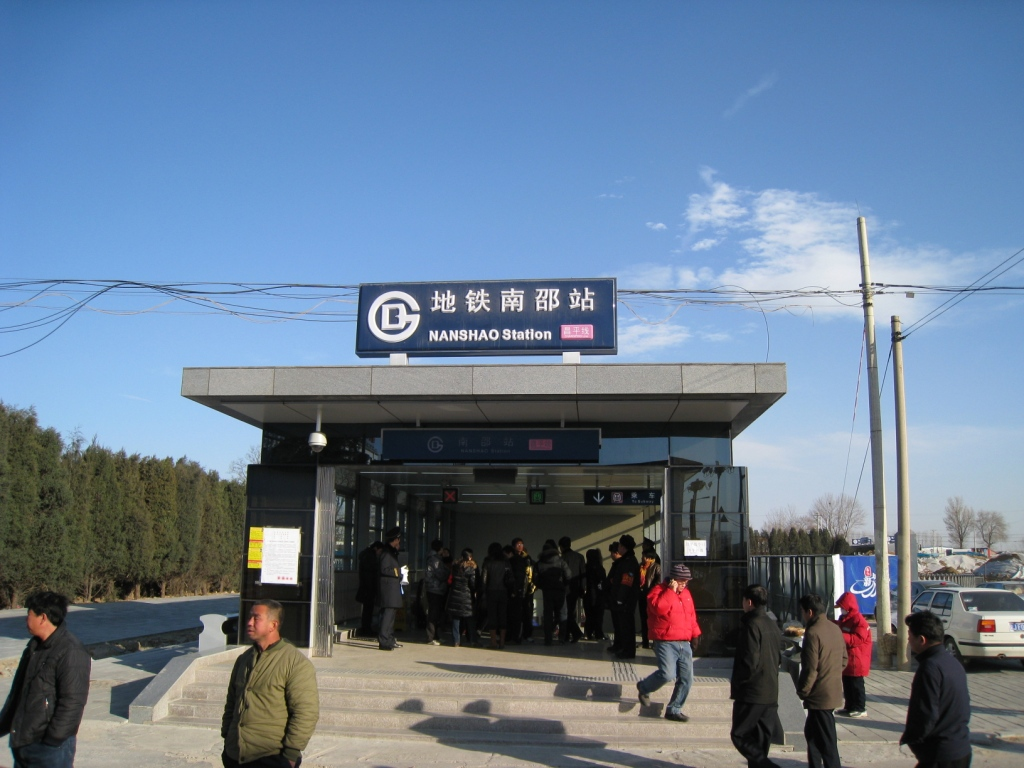
Stationen Nanshao på Changpinglinjen.

Changpinglinjen (北京地铁昌平线; Běijīng dìtiě chāngpíng xiàn)) är en linje i Pekings tunnelbana. Changpinglinjen trafikerar nordvästra delen av Peking i Changpingdistriktet. Changpinglinjen går både ovan och under jord.
Changpinglinjens södra ändstation är Xi'erqi vid Shangdi längs Jingxin Expressway utanför norra Femte ringvägen i Haidiandistriktet. Changpinglinjen går norrut parallellt med Badaling Expressway förbi Shahereservoaren vidare genom Changping och förbi söder om Minggravarna till norra ändstationen Changping Xishankou. Changpinglinjen är i kartor och på skyltar märkt med lila färg.     
Changpinglinjen trafikerar 12 stationer och är 31,7 km lång.
Changpinglinjen öppnade 30 december 2010 med 21,2 km från Xi'erqi till  Nanshao. 26 december 2015 expanderades linjen norrut med ytterligare 10,6 km till Changping Xishankou.

## Lista över stationer
Från norr mot söder:
- Changping Xishankou (昌平西山口)
- Shisanling Jingqu (Ming Tombs) (十三陵景区)
- Changping (昌平)
- Changping Dongguan (昌平东关)
- Beishaowa (北邵洼)
- Nanshao (南邵)
- Shahe Gaojiaoyuan (沙河高教园)
- Shahe (沙河)
- Gonghuacheng (巩华城)
- Zhuxinzhuang (朱辛庄) (byte till      Linje 8)
- Shengming Kexueyuan (生命科学园)
- Xi'erqi (西二旗) (byte till      Linje 13)
- Qinghe Railway Station (清河站) (byte till      Linje 13)
- Qinghe Xiaoyingqiao (清河小营桥)
- Xuezhiyuan (学知园)
- Liudaokou (六道口) (byte till      Linje 15)
- Xueyuanqiao (学院桥)
- Xitucheng (西土城) (byte till      Linje 10)